# Ben Pimlott
Benjamin John Pimlott (ur. 4 lipca 1945 w Londynie, zm. 10 kwietnia 2004 tamże) – brytyjski historyk, profesor historii współczesnej, zajmujący się głównie historią życia politycznego Wielkiej Brytanii.

## Życiorys
Urodził się 4 lipca 1945 roku. Jego ojciec był urzędnikiem państwowym, w latach 1944–1951 osobistym sekretarzem Herberta Morrisona. Uczył się w szkole Rockeby w londyńskiej dzielnicy Wimbledon, Marlborough College oraz w Worcester College, gdzie uzyskał licencjat z filozofii. W latach 1970–1979 był wykładowcą na Newcastle University, tam też obronił doktorat z filozofii.
W tym okresie został członkiem Partii Pracy. Trzykrotnie brał udział w wyborach do Izby Gmin. W lutym 1974 roku kandydował z okręgu wyborczego Arundel, natomiast w październiku tego samego roku – z okręgu Cleveland and Whitby. Oba głosowania przegrał. Brał także udział w wyborach w 1979 roku – również bez powodzenia.
W 1977 roku napisał Labour And The Left In The 1930s. W pracy tej dokonał krytycznej analizy działalności politycznej lewicy w latach poprzedzających drugą wojnę światową. W 1979 roku przeniósł się do London School of Economics, a dwa lata później został wykładowcą w Birkbeck College, gdzie w latach 1987–1998 piastował stanowisko profesora historii współczesnej. W 1985 roku napisał biografię Hugh Daltona, za którą otrzymał nagrodę Whitbreada. Wydał też dzienniki Daltona, obejmujące okres od pierwszej wojny światowej do roku 1960. W 1992 roku napisał biografię kolejnego brytyjskiego polityka, Harolda Wilsona, premiera Wielkiej Brytanii w latach 1964–1970 i 1974–1976. Jest też autorem biografii królowej Elżbiety II. W 1996 roku został członkiem British Academy. W 1998 roku został przełożonym Goldsmiths College na University of London. Piastował to stanowisko do śmierci.
W latach 1987–1988 pracował jako redaktor w tygodniku New Statesman. Pisał też komentarze do Guardiana i wielu innych czasopism. Działał w The Fabian Society, w latach 1993–1994 był przewodniczącym tego stowarzyszenia.
W 1977 roku ożenił się z Jean Seaton, wykładającą medioznawstwo na University of Westminster. Zamieszkali razem w Hackney, a następnie w Islington. Miał trzech synów. Zmarł 10 kwietnia 2004 roku na białaczkę.

## Wybrane publikacje
- Labour And The Left In The 1930s (1977)
- Trade unions in British politics (1982, wraz z Chrisem Cookiem)
- Fabian Essays In Socialist Thought (1984)
- Hugh Dalton (1985)
- The Alternative (1990, wraz z Tonym Wrightem i Tonym Flowerem)
- Harold Wilson (1992)
- Frustrate their knavish tricks (1994)
- The Queen : a biography of Elizabeth II (1996)
- Governing London (2002, wraz z Nirmalą Rao)